# School Days (візуальний роман)
School Days (яп. スクールデイズ, Sukūru Deizu, «Шкільні́ дні») — японський еротичний візуальний роман, розроблений компанією 0verflow, що вийшов 28 квітня 2005 року. Пізніше гра була портована на PlayStation 2. В версії для цієї приставки гра була названна School Days L×H («Шкільні дні L×H»), і в ній були повністю прибрані порнографічні сцени. Вона була видана компанією Interchannel 17 січня 2008 року. Пізніше, 8 жовтня 2010 була випущена гра School Days HQ, в якій було перероблено усю графіку, додано нові гілки сюжету і кінцівки. За мотивами гри вийшли два спін-оффа Summer Days та Cross Days, манґа Хомаре Сакадзукі, шість романів, серія радіопередач, телевізійний аніме-серіал і дві OVA.

## Загальний сюжет
Сюжет збігається майже повністю як у грі, так і в аніме й манзі лише на першій главі/першій серії.
Згідно з повір'ям, якщо непомітно сфотографувати кохану людину, поставити її фото шпалерами твого мобільного телефону, і впродовж трьох тижнів це ніхто не помітить, твоє кохання стане справжнім.
Головному герою аніме, Іто Макото, дуже сором'язливому учню другого семестру старшої школи Сакакіно починає подобатися Кацура Котоноха, дівчина, з якою він кожен день разом їздить на метро. Він непомітно фотографує її і ставить собі на телефон. У класі перед початком уроку це помічає його однокласниця, Секаі. Вона береться допомогти йому познайомитися з нею, в іншому випадку погрожує розповісти усім про його кохання. Врешті решт, Секаі справді допомагає, Макото не лише знайомиться з Котонохою, але й освідчується і запрошує на побачення. В останніх сценах Секаі несподівано цілує Макото в губи в знак відплати з боку Макото за все, що зробила Секаі, а потім зникає у вагоні щойно прибулого електропотяга метро.
Після цього починаються відмінності, наприклад, в аніме та грі Секаі починає плакати у вагоні, а у манзі лише важко дихає. Це пояснюється ще тим, що згідно з сюжетом гри та аніме, Секаі давно кохала Макото, а у манзі її почуття з'явилися пізніше.
Сюжет розвивається покроково і кожна нова сцена та подія залежить від вибору, зробленого гравцем у попередній. В кінці це призводить до однієї з багатьох кінцівок, кожна з яких відрізняється від іншої. Так у грі немає такої самої кінцівки, як в аніме чи в манзі, що робить усі три твори однаково цікавими.

## Персонажі
Іто Макото (Itō Makoto, 伊藤 誠, Макото значить «Чесність», «Щирість»)
Сейю: Хіраі Тацуя (Hirai Tatsuya 平井 達矢) — Гра, Дайске Хіракава (Дайсуке Хіракава, Daisuke Hirakawa 平川 大輔) — Аніме

Головний герой. Студент Академії Сакакіно, учень першого року третього класу.
Сумуючи у своєму монотонному житті він знаходить відраду у тихій дівчинці, яка їздить з ним кожного ранку до школи — Кацурі Котоносі.
Після того, як його однокласниця Сайонджі Секаі затягує його у любовний трикутник з Кацурою, він відкриває для себе цікаву особливість — він дуже популярний серед дівчат. У залежності від ходу подій він або не знає про це взагалі, або користується цим «на повну котушку», що й призводить до серйозних проблем у кінці.

Сайонджі Секаі (Сайондзі Секай, Sayonji Sekai 西園寺世界, Секаі означає «Світ»)

Сейю: Юдзукі Канаме (Yuzuki Kaname 柚木 かなめ) — Гра, Каварагі Шіно (Караваґі Сіно, Kawaragi Shiho, 河原木志穂) — аніме

Весела й запальна студентка першого року третього класу Академії Сакакіно.
Її мила зовнішність і яскрава особистість (як помітив Тайске) робить її найпопулярнішою серед фанатів.
На початку року помінявшись місцями з Кійорою сідає поруч з Іто. Має Ахоґе на голові, яке підкреслює її грайливу натуру, хоча ближче до кінця вона показується з зовсім іншого, серйозного, повного розпачу і навіть егоїстичного боку.
Типаж — яндере.
Побачивши фото у телефоні Іто вона вирішує допомогти йому зійтися з Кацурою, але під час виконання цієї місії закохується сама (за іншою версією — вона закохана від початку року і допомагає для того, щоб самій бути поруч з Макото. Цю версію підтверджує факт того, що на заставці її телефону фото Макото.

Кацура Котоноха (Katsura Kotonoha 桂言葉, Котоноха значить «Слова»)

Сейю: Тоно Сойогі (Tohno Soyogi 遠野 そよぎ) — Гра, Окаджіма Тае (Окадзіма Тае, Okajima Tae 岡嶋妙) — Аніме: Тиха, сором'язлива студентка першого року четвертого класу Академії Сакакіно.
Має великі як на свій вік груди, через які завжди мала надмірну увагу з боку хлопців, що й призвело до її сором'язливості. В свою чергу через сором'язливість не має друзів. Закохалася в Макото після того, як помітила його тихий погляд у метро.
Живе у фіктивному районі Хараміхама.
За характером — книжковий хробак, типаж — яндере.
За відсутності друзів Макото стає її єдиною опорою в житті. Через це вона відчайдушно тримає його, пробачає йому усі гріхи, звинувачуючи у всьому оточуючих, а саме — Сайонджі та Кійору.

## Гра
Гра являє собою традиційний японський симулятор побачень: гравець слідкує за історією і у деяких моментів обирає, яку дію має вчинити головний герой. Залежно від рішень гравця гра має ту чи іншу кінцівку. Гра поділена на шість арок, так званих глав, в кожному з яких можна здобути прихильність іншої героїні. Головна відмінність цієї гри від інших подібних, це те, що перед гравцем розкривається повноцінне аніме, а не просте слайд-шоу з текстовими діалогами, як в більшості.
Гравець може «промотувати» гру зі швидкістю 1×, 1,5×, 2×, 4×, або поставити її на паузу. Присутня можливість швидкого збереження/завантаження, у патчі 1.11 з'являється можливість сховати діалог з екрану.

### Реліз
Шкільні Дні вперше були випущені 28 квітня 2005 для ПК. Пізніше, 17 січня 2008 року, гра була портована на PlayStation 2 Через жалоби на нестабільність гри 21 червня 2005 року 0verflow випустили 274-мегабайтний патч до версії 1.11. Патч виправляв декілька програмних помилок, як то неможливість отримання деяких кінцівок чи неможливість вимкнути субтитри. Наступного дня патч був офіційно прорекламований і опублікований.
Оригінальна гра зазнала трьох перевидань з невеличкими змінами. 28 вересня 2007 року на основі версії 11.1 Stack Software випустили чотиридискове видання еротичних ігор, де стало можливо вимкнути чоловічі голоси, а замість збереження гра стала генерувати пароль для доступу до конкретної глави. Кілька місяців потому, 17 січня 2008 року Interchannel випустили School Days L×H для PlayStation 2 у двох виданнях: звичайному (без порнографічних сцен) та колекційному, а пізніше з'явилося видання, до якого додавалвся DVD з ексклюзивним OVA-епізодом Дні Святого Валентину. обидві версії отримали рейтинг C (15 і старше) від CERO: звичайна зо богохульство, а колекційна за сексуальний контент, і обидві містили чотири додаткові кінцівки.
Останнє на сьогоднійшній день видання, яке називається School Days HQ, було випущене 8 жовтня 2010. Версія відрізняється значно покращеною графікою і анімацією, поданими у значно більшій роздільній здатності, а також новими кінцівками і варіантами розвитку подій.

### Сиквели
Гра School Days отримала два спін-оффи. Перший, під назвою Summer Days був розроблений 0verflow і випущений 23 липня 2006 року. Як і оригінальна гра, це одно еротична візуальна новела для ПК, єдиний виняток у тому, що з неї не робили портів. Якість гри була жахлива, численні програмні помилки призводили до падіння рівню продуктивності. Якість стала достатньою лише у версії 2.01. У грі з'являються усі персонажі оригінальної гри з'являються і в Summer Days. У сюжеті йдеться про те, як вони усі зустрічаються під час літніх канікул, а не під час двох семестрів старшої школи. Головною героїнею стала Кійора Сецуна. Інший спін-офф під назвою Cross Days, також був розроблений 0verflow і випущений 19 березня 2010. Історія Cross Days йде паралельно School Days, але головними героями тепер стали інші персонажі.

### Кінцівки
Гра має 21 різну кінцівку. З них 15 — це «хороші» кінцівки, де головний герой залишається з однією дівчиною. З них 7 присвячені Котоносі, 5 — Секаі, дві — Хікарі і одна Отоме.
Ще 2 кінцівки — це так звані «гаремні» кінцівки, де герой залишається з кількома дівчатами. В одній з них він залишається з обома головними героїнями: Секаі і Котонохою, в іншій Макото має секс з різними дівчатами майже кожен день.
Ще одна кінцівка можлива лише за дотримання особливих умов для однієї хорошої кінцівки Секаі (Кінцівка «Bavarois») та Котонохи (Кінцівка «Плотське бажання»). У цій кінцівці Сецуна вагітніє.
Решта три кінцівки — це так звані «погані» кінцівки, в яких хтось з головних героїв (Макото, Секаі чи Котоноха) помирає. Саме через них гру не береться локалізовувати жодна країна — вони надто жорстокі. У першій з них Котоноха відпилює голову Секаі у денному світлі; у іншій Секаі вбиває Макото ножем за те, що той обрав Котоноху; В останній Котоноха коїть самогубство, стрибаючи з даху будинку Макото. Все де супроводжується кривою картинкою, в якій показано навіть момент поєднання голови Котонохи з асфальтом.
У версії для PlayStation 2 з'явилося ще п'ять додаткових кінцівок. Усі вони належать до «Поганих». З них у чотирьох відбувається лише одна смерть — в одній помирає Макото, в одній — Кацура і в двох помирає Секаі. У п'ятій кінцівці помирають обидві Котоноха і Секаі. Також присутні зміни в оригінальних кінцівка, наприклад у сцені, де Котоноха вбиває Секаі при денному світлі, була прибрана кров, а сама сцена стала реалістичнішою, бо тепер показаний шок Макото, а також розпач Котонохи, коли та починає плакати.
HQ-версія також зазнала змін, отримавши нові гілки розвитку сюжету та кінцівки, включаючи ту, де Секаі намагається вбити Котоноху, виштовхнувши її на рейки метро, не зважаючи на намагання Макото врятувати її.

## Аніме
12-серійний аніме серіал був створений на основі сюжету гри спільними силами компаній TNK, Avex Entertainment, Lantis, Marvelous Entertainment, Pony Canyon та Jinnan Studio. Вперше воно було показане в Японії у період з 3 червня по 27 вересня 2007 року на каналі TV Kanagawa. Четвертого червня 2007 Chiba TV та TV Aichi також почали показ, після чого кожного дня до показу приєднувалися TV Saitama, TV Osaka та AT-X. Було випущено шість колекційних, в обмеженій кількості та одне просте видання на DVD. У кожне колекційне видання містило один диск з двома епізодами у кодуванні NTSC, з підтримкою аудіо у форматі Digital Theater System і кожне видання аудіодиск під назвою «Radio School Days Shucchōban, Hoshū». Аніме адаптація гри містить 56 музичних тем, 14 з яких записані з вокалом різних виконавців. Решта 42 записи — це так звана фонова музика, скомпонована композитором Каору Окубо (Kaoru Okubo).
У 2008 році вийшло два OVA-епізоди. 28 березня, через місяць після випуску останнього DVD NHK випустили серію «Магічне Серденько Кокоро-чан» (マジカルハート☆こころちゃん Маджікару Хато☆Кокоро-чан), пародійний спін-офф у стилі махо шьоджьо у звичайному та колекційному виданні. Інший OVA-епізод, під назвою «Дні святого Валентину» (バレンタイン デイズ Барентайн Дейзу) (саме дні, а не день, бо уся серія продуктів називається «Дні»: Шкільні, Літні і тд.) можна було придбати лише на DVD разом з колекційним виданням «School Days L×H» для PlayStation 2, що вийшло 17 січня.

### Музичне супроводження
Опенінг: DeviceHigh — Innocent Blue

Ендінги:

CooRie — Usotsuki (епізоди 1, 8)

Ookubo Kaoru — Ai no Kakera (епізод 2)

Itou Kanako — Waltz (епізоди 3, 11)

Yozuca — Kioku no Umi (епізоди 4, 7)

Yuria — Look at Me (епізод 5)

Kuribayashi Minami — Namida no Riyuu (епізоди 6, 10)

Kuribayashi Minami — Anata ga… Inai (Remix Ver.) (епізод 9)

Kiriko — Still I Love You (Щастя від споглядання тебе) (епізод 12)

Пісні в середині серії:

Momoi Haruko — Let Me Love You (Remix Ver.) (епізод 9)

Rino — Futari no Christmas (епізоди 11, 12)

Itou Kanako — Kanashimi no Mukou e (епізод 12).

## Цікаві факти

#### Nice Boat
За день до виходу на екрани останнього епізоду серіалу, 16-річна дівчинка з Кіото вбила свого батька сокирою. Оскільки дванадцятий епізод містить схожий сюжет, TV Kanagawa замінила останній епізод півгодинним відеороликом у супроводженні класичної музики. Це ж саме повторили й інші ТБ-канали, за винятком AT-X. Через тиждень 0verflow оголосили, що останній епізод буде доступним у Токіо, як частина першого DVD-релізу, і буде вимагати встановленої гри School Days або Summer Days. Ця версія епізоду була необрізана і містила червону кров замість чорної та меншу кількість флешбеків.

Скріншот передачі, якою замінили 12 епізод

Сам же відеоролик, яким замінили останній епізод School Days на японському телебаченні містив немальовані кадри з яхтою, яка плавала по воді під звуки класичної музики. Відео починалося написом NICE BOAT. Сама фраза одразу стала інтернет-мемом. На популярному японському відеосервісі Nico-Nico відео почали називати «School Days з живими акторами», сама фраза стала в окремих колах наче синонімом School Days, а пізніше, з виходом одинадцятого епізоду Higurashi no Naku Koro ni, ще й синонімом вирізаних цензурою серій. У Higurashi no Naku Koro ni цей епізод замінили кулінарним шоу, яке одразу ж назвали не інакше як NICE COOK.
Знаючи про відомість цієї фрази серед фанатів 0verflow додало човник з написом NICE BOAT у фінальну сцену OVA «Магічне серденько Кокоро-чан».

#### Айкечі OVA
У айкечі (приблизно двосекундній заставці в середині аніме-серіалу, що символізує про початок і кінець рекламної вставки по телевізору) аніме серіалу завжди показували тібі-версії головних героїв. У OVA «Магічне Серденько Кокоро-чан» показували знову ж таки Секаі і Котоноху, але тепер у стані шаленства зі зброєю в руках, яку вони використовували у 12 епізоді аніме.

## Манґа

### Список томів і глав
| - 01. «Освідчення» - 02. «Відстань між Двома» - 03. «Перший поцілунок» - 04. «Інші Чари» - 05. «Все починається» - 06. «З одного боку, з іншого» |

| - 07. «Теплота» - 08. «Думки Двох» - 09. «Маска» - 10. «Пари, одинаки» - 11. «Сплющені Думки» - 12. «Світ Двох» |